# Rolf Lantin
Rolf Lantin (* 23. August 1903 in Düsseldorf; † nach 1964 in Bad Schwalbach) war ein deutscher Fotograf und Sohn des Fotografen Thomas Lantin. Er galt als bester Standbild-Fotograf der Produktionen von Leni Riefenstahl zwischen 1933 und 1945.

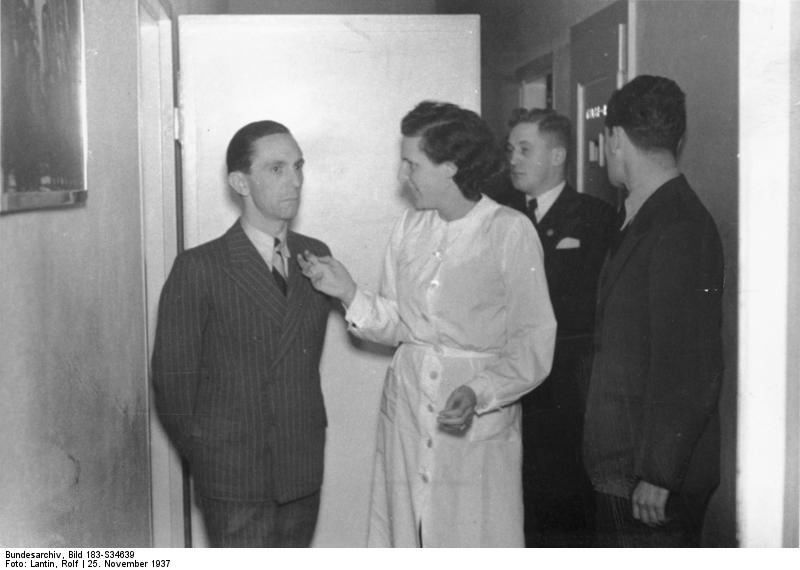
Joseph Goebbels und Leni Riefenstahl am 25. November 1937 – Fotograf: Rolf Lantin

## Leben
1934/35 fotografierte er die Standbilder und Werkaufnahmen für den Reichsparteitagsfilm Triumph des Willens, während der Filmaufnahmen über die Olympischen Sommerspiele 1936 für die Olympia-Film G.m.b.H. teilte er sich das Großprojekt mit seinem Kollegen Arthur Grimm.
In der Nachkriegszeit wurde er weiterhin als Standbild-Fotograf bei Kinofilmproduktionen herangezogen, die z. B. in Kinozeitschriften und für den Kino-Aushang verwendet wurden. Er porträtierte auch Prominente seiner Zeit, beispielsweise Ewald Balser, Heinz Erhardt, Joseph Goebbels, Gertrud Kückelmann, Rudolf Platte, Luise Rainer, Laya Raki, Leni Riefenstahl, Dietmar Schönherr und Bubi Scholz.

## Filmografie
- 1935: Triumph des Willens
- 1936/38: Olympia (2 Teile)
- 1940/54: Tiefland
- 1949: Amico
- 1950: Die Treppe
- 1950: Hochzeitsnacht im Paradies
- 1953: Käpt’n Bay-Bay
- 1953: Martin Luther
- 1954: Ball der Nationen
- 1954: Rosen aus dem Süden
- 1954: Die goldene Pest
- 1954: Das zweite Leben
- 1956: Dany, bitte schreiben Sie
- 1956: Schicksal am Matterhorn bzw. Von der Liebe besiegt
- 1956: Stresemann
- 1957: Zwei Herzen voller Seligkeit
- 1960: Jenseits des Rheins
- 1962: Das brennende Gericht
- 1964: Nebelmörder
- 1964: Wenn man baden geht auf Teneriffa